# 羽佐島
羽佐島（わさしま）は香川県坂出市瀬戸内海に浮かぶ塩飽諸島の島。瀬戸大橋が渡っている。

## 概要
面積4246.3m2（42.463アール）の小さな無人島で、全域が香川県坂出市与島町に属している。

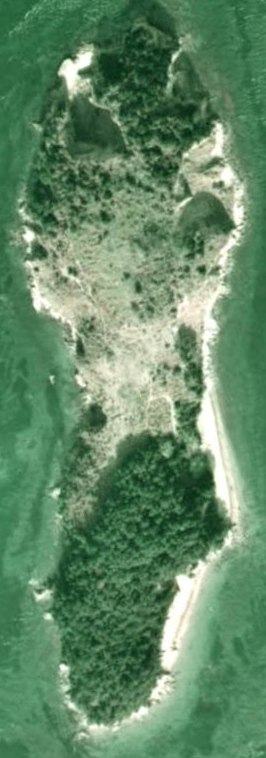
架橋前の羽佐島全体の空中写真。

## 人跡
この島は現在無人島であるが、戦後までは有人島であり採石や畑作を生業としていた。また、近世初頭においてもこの島に人が居住していたとされる文献がある。その痕跡として旧石器時代の羽佐島遺跡があり、瀬戸大橋建設に伴い行われた発掘調査では旧石器時代の大量の遺物が出土している。